# Anna Bederke

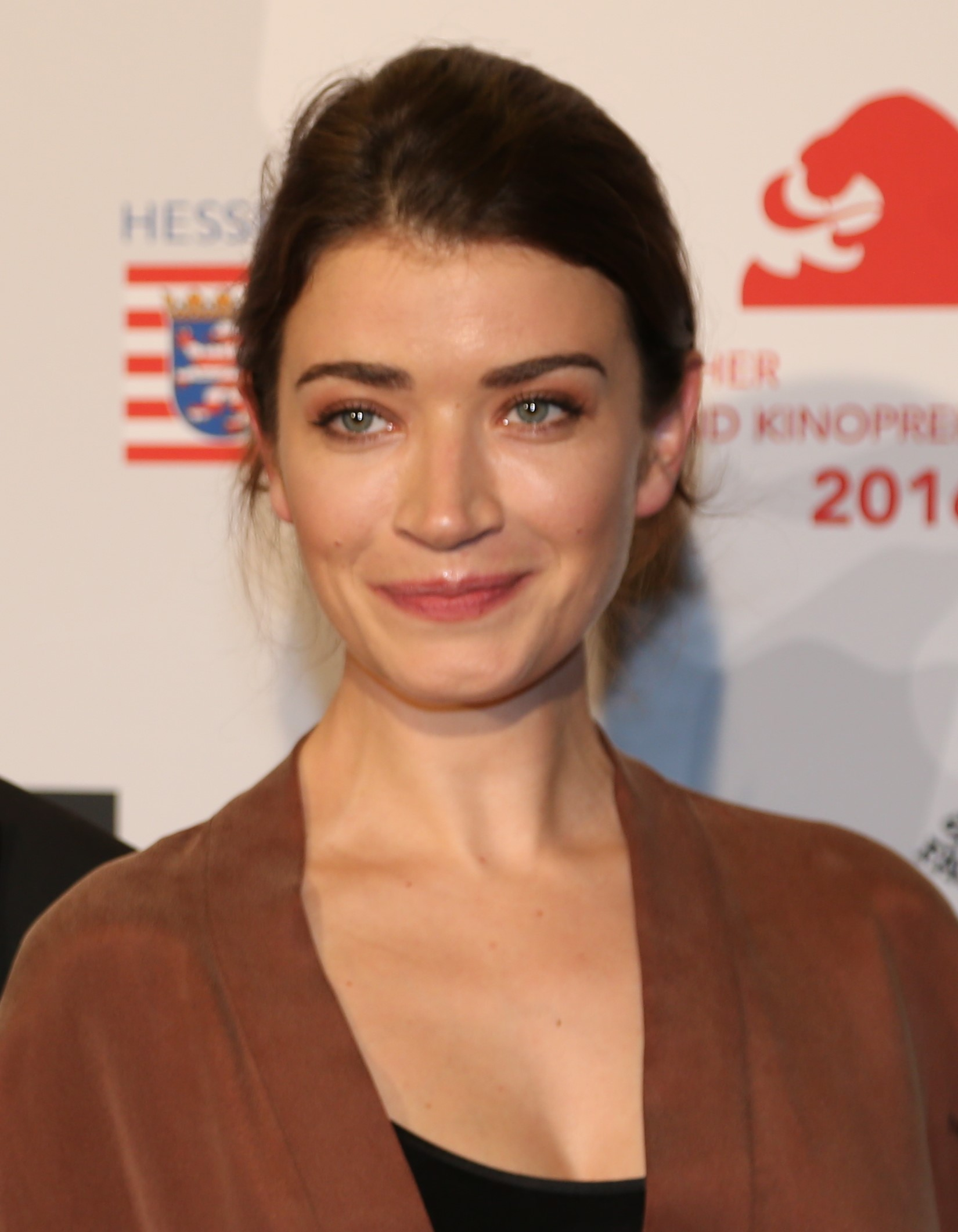
Anna Bederke beim Hessischen Film- und Kinopreis 2016

Anna Bederke (* 1981 in Hamburg) ist eine deutsche Schauspielerin.

## Leben
Anna Bederke legte 2001 das Abitur an der Rudolf Steiner Schule Hamburg-Wandsbek ab. Sie studierte an der Hochschule für bildende Künste Hamburg Regie und schloss 2007/08 mit dem Diplom ab. Mit Postcard to Dreamland und Lemniskate (unter anderem mit Nikolai Kinski und Ina Paule Klink) legte sie zwei Abschlussfilme vor. Zu ihren Hochschullehrern gehörten Wim Wenders und Fatih Akın.
Ihr Schauspieldebüt gab sie in Akins Komödie Soul Kitchen (2009), wo sie die Rolle der Kellnerin und Künstlerin Lucia Faust spielt, zu der sie selbst Akin inspirierte. Bederke sprach auch an dem Original-Hörspiel zum Film mit.
2013 war sie in zwei Produktionen an der Seite von Matthias Schweighöfer zu sehen: in Schweighöfers zweiter Regiearbeit Schlussmacher und in Frau Ella. Des Weiteren hatte sie ab 2011 Gastauftritte in mehreren Tatort-Episoden.

## Filmografie
- 2009: Soul Kitchen
- 2011: Tatort – Der Weg ins Paradies
- 2012: Tatort – Die Ballade von Cenk und Valerie
- 2012: Fraktus
- 2013: Schlussmacher
- 2013: Frau Ella
- 2014: Tatort – Todesspiel
- 2014: Tatort – Mord ist die beste Medizin
- 2014: Till Eulenspiegel
- 2014: Farin Urlaub Racing Team – Herz? Verloren (Musik-Video)
- 2015: Blochin – Die Lebenden und die Toten (TV-Miniserie)
- 2016: Schrotten!
- 2016: LenaLove
- 2016: Volt
- 2017: Kommissar Marthaler – Die Sterntaler Verschwörung
- 2017: Die Toten vom Bodensee – Die Braut
- 2017: Monsieur Pierre geht online (Un profil pour deux)
- 2017: Sommerfest
- 2018: Beat (Fernsehserie)
- 2019: Der Auftrag (Fernsehfilm)
- 2019: Blochin: Das letzte Kapitel (Fernsehfilm)
- 2020: Neben der Spur – Erlöse mich (Fernsehreihe)
- 2020: Cortex
- 2023: That They May Face the Rising Sun
- 2023: Asbest (Fernsehserie)
- 2024: Sterben
- 2024: Zeit Verbrechen (Miniserie, Folge Der Panther)